# خوسيه لويس رودريغيز (لاعب كرة قدم أوروغواياني)
خوسيه لويس رودريغيز بيبانز ((بالإسبانية: José Luis Rodríguez Bebanz)‏؛ مواليد 14 مارس 1997) هو لاعب كرة قدم أوروغواياني يلعب مع نادي ناسيونال مونتيفيديو و‌منتخب الأوروغواي لكرة القدم في مركز الظهير الأيمن.

## وصلات خارجية
- خوسيه لويس رودريغيز على موقع الاتحاد الدولي (مؤرشف)  (الإنجليزية)
- خوسيه لويس رودريغيز على موقع قاعدة بيانات كرة القدم.إي يو (الإنجليزية)
- خوسيه لويس رودريغيز على موقع ناشيونال فوتبول تيمز (الإنجليزية)
- خوسيه لويس رودريغيز على موقع Soccerway.com (الإنجليزية)
- خوسيه لويس رودريغيز على موقع عالم كرة القدم.نت (الإنجليزية)